# Валькур
Вальку́р — коммуна в Валлонии, расположенная в провинции Намюр, округ Филиппвиль. Принадлежит Французскому языковому сообществу Бельгии. На площади 123,18 км² проживают 17 516 человек (плотность населения — 142 чел./км²), из которых 48,59 % — мужчины и 51,41 % — женщины. Средний годовой доход на душу населения в 2003 году составлял 12 367 евро.
Почтовый код: 5650, 5651. Телефонный код: 071.